# Ferdinand von Miller
Ferdinand Miller, divenuto nel 1851 von Miller (Fürstenfeldbruck, 18 ottobre 1813 – Monaco di Baviera, 11 febbraio 1887), è stato uno scultore di bronzo tedesco, noto nel mondo per aver costruito, tra le molte opere, la famosa Statua della Bavaria e le statue bronzee della Fontana della Franconia.
È stato uno dei fondatori dell'associazione bavarese Artigianato, dal 1869 membro del Parlamento della Baviera e dal 1874 deputato del Reichstag tedesco (parlamento dell'impero tedesco).
Ha avuto 14 figli; tra questi i due più noti sono l'omonimo Ferdinand Freiherr von Miller e Oskar von Miller.

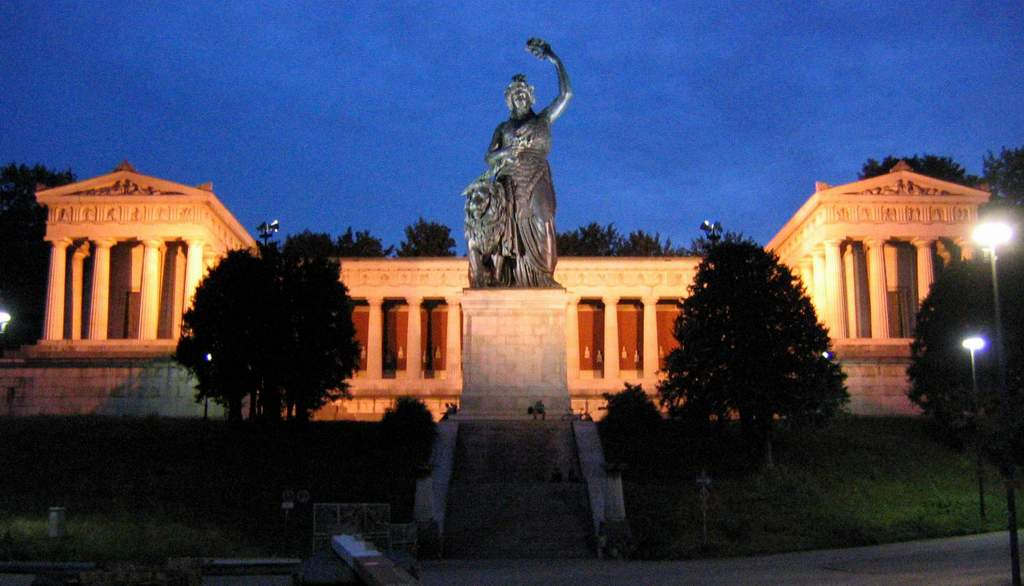
Statua della Bavaria